# 牛兆奎
牛兆奎，直隶大兴（今北京市）人，是一名清朝官员。廪贡出身。
乾隆六十年，接替唐仲冕。擔任江蘇荆溪縣知縣以靖江知縣攝任。后由段琦接任。牛兆奎曾于1795年接替张桂林任娄县知县一职，1795年由黎诞登接任。